# John Wakering
John Wakering (lub  Wakeryng; zm. 9 kwietnia 1425) – angielski duchowny rzymskokatolicki, biskup Norwich.
Wakering został wybrany lordem tajnej pieczęci w czerwcu 1415 roku, a odwołany został z tego stanowiska w lipcu 1416 roku. Biskupem został wybrany około 24 listopada 1415 roku i został konsekrowany 31 maja 1416 roku.